# Збірна України з сокки
Збірна України з сокки — чоловіча  збірна, яка представляє Україну на міжнародних турнірах з сокки. 
Фіналісти Чемпіонату світу-2023, що проходив у Німеччині.

## Історія

### Чемпіонат світу 2022 (Будапешт)
Вперше Україна виступила на чемпіонаті світу з сокки у 2022 році. Загалом же це була вже третя в історії світова першість з цього виду спорту. В цілому дебютний виступ української збірної можно вважати успішним, адже команда дуже впевнено вийшла зі своєї групи, здобувши три перемоги (Туніс, Аргентина, Англія) та одну нічию (Португалія). На стадії 1/8 фіналу українці здолали збірну Словенії та вийшли в 1/4 фіналу де їх суперниками на цій стадії змагань стала збірна Німеччини  (чемпіон 2018 року). На 30-й хвилині матчу, німці вигравали з рахунком - 4:2. Різниця в два голи змусила українців ризикувати і випускати ще одного польового гравця замість воротаря. Суперник цим скоритався і підсумковий рахунок був - 8:3 на користь Німеччини.
Всього ж на цьому турнирі збірна України забила 36 м'ячів, пропустивши - 12. Таким чином у своєму  першому ж сезоні на чемпіонатах світу, збірна України одразу  потрапила у топ-8 найкращих команд  турніру.

### Чемпіонат світу 2023 (Ессен)
На другому своєму чемпіонаті світу  збірна України стала вже срібним призером.  Українська команда посіла перше місце у своїй групі, обігравши Єгипет, Казахстан та Лівію.  У плей-оф  здобула перемоги над Албанією  та Марокко, потім у чвертьфіналі у серії булітів несподівано обіграла чемпіонів світу 2022 року команду Бразилії. У півфіналі синьо-жовті переграли Хорватію та вперше в історії вийшли у фінал, де поступилися збірній Казахстану лише у серії булітів. Цікаво, що на груповій стадії Україна перемогла Казахстан із рахунком 6:2.

### Чемпіонат Європи 2024 (Кишинів)
Першим чемпіонатом Європи на якому брала участь збірна України стало Євро-2024, що відбувалось в Кишиневі.  Українська команда посіла перше місце у своїй групі, зігравши в нічию з Литвою та обігравши Сербію, Албанію та Францію. Але на першій же стадії  плей-оф збірна України отримала собі у суперники збірну Німеччину, мінімально програла їй вже у додатковий час і вилетіла з турніру.

### Чемпіонат світу 2024 (Маскат)
На чемпіонат світу, що проходив в Омані, збірна України готувалась виступати у статусі віце-чемпіона світу, але напередодні початку турніру відмовилась від участі у змаганнях. 

### Чемпіонат Європи 2025 (Кишинів)
Збірна України посіла перше місце в групі після перемог над Італією (6:1) та Сербією (7:2), а також нічиєї з Польщею (2:2). В  першому матчі плейоф "синьо-жовті" перемогли збірну Латвії (4:1) та вперше в історії вийшли до 1/4 турніру. У чвертьфінальному матчі українська збірна поступилася майбутньому фіналісту турніру збірній Франції (1:2).

## Баланс виступів збірної України на чемпіонатах Світу
| Баланс виступів збірної України на Чемпіонатах Світу | Баланс виступів збірної України на Чемпіонатах Світу | Баланс виступів збірної України на Чемпіонатах Світу | Баланс виступів збірної України на Чемпіонатах Світу | Баланс виступів збірної України на Чемпіонатах Світу | Баланс виступів збірної України на Чемпіонатах Світу | Баланс виступів збірної України на Чемпіонатах Світу | Баланс виступів збірної України на Чемпіонатах Світу | Баланс виступів збірної України на Чемпіонатах Світу | Баланс виступів збірної України на Чемпіонатах Світу |
| Суперник                                             | І                                                    | В                                                    | Н                                                    | ВБ                                                   | ПБ                                                   | П                                                    | ЗГ                                                   | ПГ                                                   | +/-                                                  |
| ---------------------------------------------------- | ---------------------------------------------------- | ---------------------------------------------------- | ---------------------------------------------------- | ---------------------------------------------------- | ---------------------------------------------------- | ---------------------------------------------------- | ---------------------------------------------------- | ---------------------------------------------------- | ---------------------------------------------------- |
| Албанія                                              | 1                                                    | 1                                                    | 0                                                    | 0                                                    | 0                                                    | 0                                                    | 3                                                    | 1                                                    | +2                                                   |
| Англія                                               | 1                                                    | 1                                                    | 0                                                    | 0                                                    | 0                                                    | 0                                                    | 7                                                    | 1                                                    | +6                                                   |
| Аргентина                                            | 1                                                    | 1                                                    | 0                                                    | 0                                                    | 0                                                    | 0                                                    | 11                                                   | 0                                                    | +11                                                  |
| Бразилія                                             | 1                                                    | 0                                                    | 0                                                    | 1                                                    | 0                                                    | 0                                                    | 1                                                    | 1                                                    | 0                                                    |
| Єгипет                                               | 1                                                    | 1                                                    | 0                                                    | 0                                                    | 0                                                    | 0                                                    | 5                                                    | 0                                                    | +5                                                   |
| Казахстан                                            | 2                                                    | 1                                                    | 0                                                    | 0                                                    | 1                                                    | 0                                                    | 8                                                    | 4                                                    | +4                                                   |
| Лівія                                                | 1                                                    | 1                                                    | 0                                                    | 0                                                    | 0                                                    | 0                                                    | 10                                                   | 2                                                    | +8                                                   |
| Марокко                                              | 1                                                    | 1                                                    | 0                                                    | 0                                                    | 0                                                    | 0                                                    | 3                                                    | 1                                                    | +2                                                   |
| Німеччина                                            | 1                                                    | 0                                                    | 0                                                    | 0                                                    | 0                                                    | 1                                                    | 3                                                    | 8                                                    | -5                                                   |
| Португалія                                           | 1                                                    | 0                                                    | 1                                                    | 0                                                    | 0                                                    | 0                                                    | 2                                                    | 2                                                    | 0                                                    |
| Словенія                                             | 1                                                    | 1                                                    | 0                                                    | 0                                                    | 0                                                    | 0                                                    | 2                                                    | 0                                                    | +2                                                   |
| Туніс                                                | 1                                                    | 1                                                    | 0                                                    | 0                                                    | 0                                                    | 0                                                    | 11                                                   | 1                                                    | +10                                                  |
| Хорватія                                             | 1                                                    | 1                                                    | 0                                                    | 0                                                    | 0                                                    | 0                                                    | 1                                                    | 0                                                    | +1                                                   |
| Загалом (2/5)                                        | 14                                                   | 10                                                   | 1                                                    | 1                                                    | 1                                                    | 1                                                    | 67                                                   | 21                                                   | +46                                                  |

## Баланс виступів збірної України на чемпіонатах Європи
| Баланс виступів збірної України на чемпіонатах Європи | Баланс виступів збірної України на чемпіонатах Європи | Баланс виступів збірної України на чемпіонатах Європи | Баланс виступів збірної України на чемпіонатах Європи | Баланс виступів збірної України на чемпіонатах Європи | Баланс виступів збірної України на чемпіонатах Європи | Баланс виступів збірної України на чемпіонатах Європи | Баланс виступів збірної України на чемпіонатах Європи | Баланс виступів збірної України на чемпіонатах Європи | Баланс виступів збірної України на чемпіонатах Європи |
| Суперник                                              | І                                                     | В                                                     | Н                                                     | ВБ                                                    | ПБ                                                    | П                                                     | ЗГ                                                    | ПГ                                                    | +/-                                                   |
| ----------------------------------------------------- | ----------------------------------------------------- | ----------------------------------------------------- | ----------------------------------------------------- | ----------------------------------------------------- | ----------------------------------------------------- | ----------------------------------------------------- | ----------------------------------------------------- | ----------------------------------------------------- | ----------------------------------------------------- |
| Албанія                                               | 1                                                     | 1                                                     | 0                                                     | 0                                                     | 0                                                     | 0                                                     | 1                                                     | 0                                                     | +1                                                    |
| Італія                                                | 1                                                     | 1                                                     | 0                                                     | 0                                                     | 0                                                     | 0                                                     | 6                                                     | 1                                                     | +5                                                    |
| Латвія                                                | 1                                                     | 1                                                     | 0                                                     | 0                                                     | 0                                                     | 0                                                     | 4                                                     | 1                                                     | +3                                                    |
| Литва                                                 | 1                                                     | 0                                                     | 1                                                     | 0                                                     | 0                                                     | 0                                                     | 3                                                     | 3                                                     | 0                                                     |
| Німеччина                                             | 1                                                     | 0                                                     | 0                                                     | 0                                                     | 0                                                     | 1                                                     | 0                                                     | 1                                                     | -1                                                    |
| Польща                                                | 1                                                     | 0                                                     | 1                                                     | 0                                                     | 0                                                     | 0                                                     | 2                                                     | 2                                                     | 0                                                     |
| Сербія                                                | 2                                                     | 2                                                     | 0                                                     | 0                                                     | 0                                                     | 0                                                     | 10                                                    | 4                                                     | +6                                                    |
| Франція                                               | 2                                                     | 1                                                     | 0                                                     | 0                                                     | 0                                                     | 1                                                     | 2                                                     | 2                                                     | 0                                                     |
| Загалом (2/3)                                         | 10                                                    | 6                                                     | 2                                                     | 0                                                     | 0                                                     | 2                                                     | 28                                                    | 14                                                    | +14                                                   |

## Склад команди
склад команди, що став срібним призером ЧС-2023
| Позиція  | Прізвище             | Поточний клуб |
| -------- | -------------------- | ------------- |
| Воротар  | Святослав Марканич   | «Сармат»      |
| Воротар  | Володимир Удовиченко | «Глуст»       |
| Польовий | Максим Литвинов      | «ХІТ»         |
| Польовий | Микола Кодацький     | «Сармат»      |
| Польовий | Денис Хруль          | «КЛО»         |
| Польовий | Олександр Уруцький   | «КЛО»         |
| Польовий | Дмитро Подколзин     | «КЛО»         |
| Польовий | Олександр Сушко      | «Рубін»       |
| Польовий | Андрій Мельник       | «Глуст»       |
| Польовий | Олег Поліщук         | «Агард»       |
| Польовий | Дмитро Іванов        | «Сенсум»      |
| Польовий | Андрій Цопа          | «Сармат»      |
| Польовий | Денис Сандецький     | «Ягеллонія»   |
| Польовий | Євгеній Шайдюк       | «Президент»   |
| Польовий | Сергій Кучук         | «Говерла»     |
| Польовий | Сергій Рівний        | «Манзана»     |
| Польовий | Олександр Колесников | «Ягеллонія»   |

## Досягнення
Чемпіонат світу:
 Віце-чемпіон: (1): 2023